# Potato Sack
Pour les articles homonymes, voir Sack (homonymie).

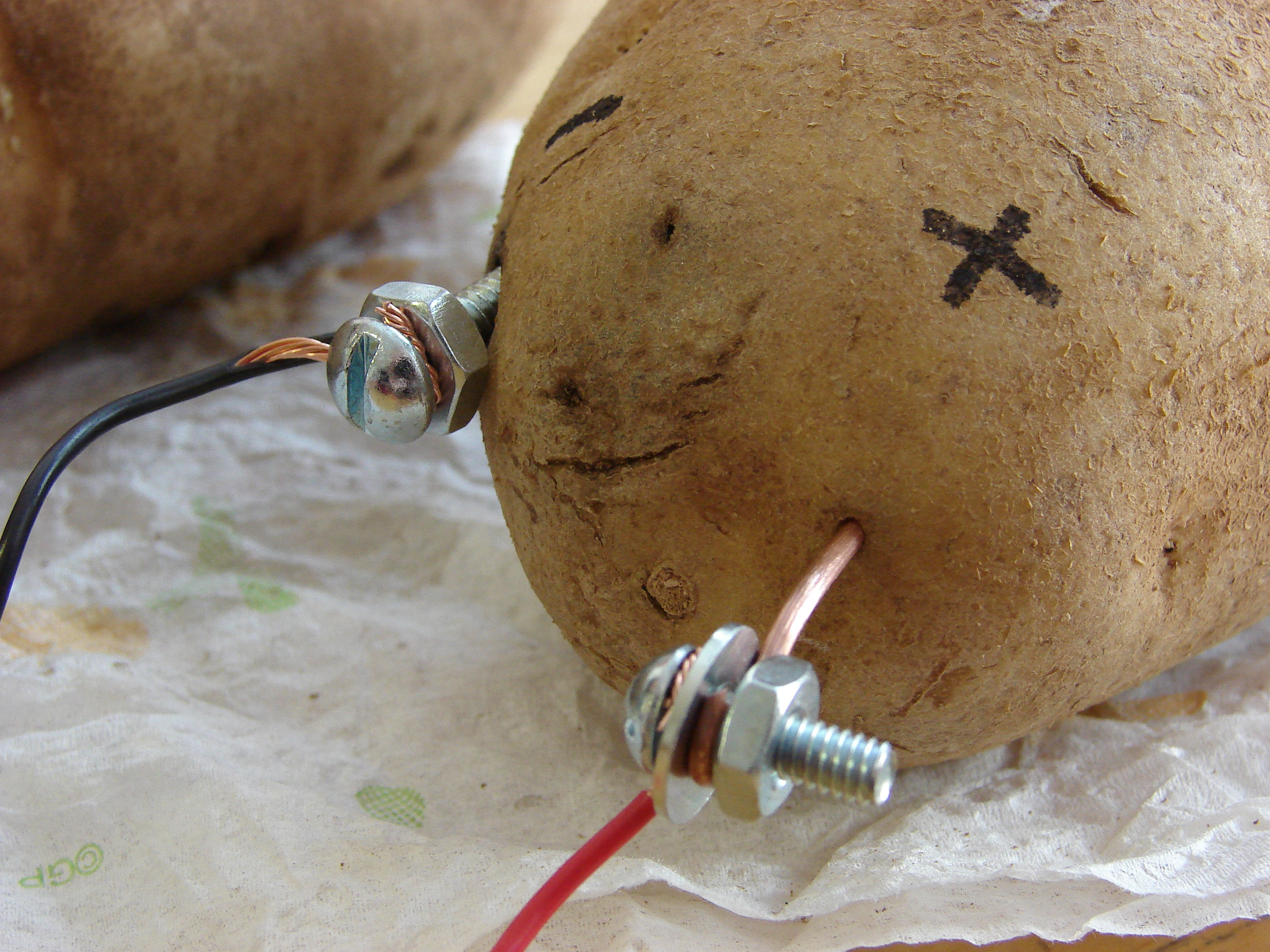
Le thème central du Potato Sack est la pomme de terre, une référence aux évènements de Portal 2.

Le Potato Sack (« sac de pommes de terre » en français) est un jeu en réalité alternée mis en place par le studio Valve Corporation et les développeurs de treize jeux vidéo indépendants pour promouvoir la sortie du jeu vidéo Portal 2 en avril 2011.
En décembre 2010, le président de Valve, Gabe Newell, imagine un projet évènementiel multi-jeux (Cross Game Design Event) et donne carte blanche aux développeurs pour qu'ils conçoivent le jeu en reprenant l'univers de Portal. Diffusé sur la plate-forme Steam, le jeu demande aux joueurs de trouver et de résoudre un certain nombre d'énigmes cachés dans treize jeux mis à jour pour l'occasion.
Jouer à ces jeux était l'occasion pour les joueurs d'avancer la sortie de Portal 2 de dix heures par rapport à la date annoncée, sous prétexte que cela permettait de recharger GLaDOS, l'intelligence artificielle antagoniste des jeux Portal. Le thème central du Potato Sack, la pomme de terre, est une référence aux évènements de Portal 2 durant lesquels le module de personnalité de GLaDOS est alimenté par une pile électrique à base de pomme de terre.
Un grand nombre de joueurs ont participé à l'évènement. Les réactions des joueurs et des journalistes ont été diverses ; certains ont salué le spectacle offert par le Potato Sack et le travail de Valve avec les développeurs indépendants tandis que d'autres n'ont vu dans le Potato Sack qu'un moyen pour inciter les gens à acheter des jeux qu'ils n'auraient pas forcément voulu.

## Histoire

### The Potato Sack Bundle
Le jeu en réalité alternée commence avec la sortie annoncée du Potato Sack Bundle sur Steam le 1er avril 2011, une offre groupée qui accorde une remise de 75 % sur le prix des jeux inclus.
| Jeu                                                             | Développeur                          | Année de sortie |
| --------------------------------------------------------------- | ------------------------------------ | --------------- |
| 1... 2... 3... KICK IT! (Drop That Beat Like an Ugly Baby)      | Dejobaan Games                       | 2011            |
| AaaaaAAaaaAAAaaAAAAaAAAAA!!! - A Reckless Disregard for Gravity | Dejobaan Games                       | 2009            |
| Amnesia: The Dark Descent                                       | Frictional Games                     | 2010            |
| Audiosurf                                                       | Invisible Handlebar                  | 2008            |
| The Ball                                                        | Teotl Studios / Tripwire Interactive | 2010            |
| Bit.Trip Beat                                                   | Gaijin Games                         | 2009            |
| Cogs                                                            | Lazy 8 Studios                       | 2009            |
| Defense Grid: The Awakening                                     | Hidden Path Entertainment            | 2008            |
| Killing Floor                                                   | Tripwire Interactive                 | 2009            |
| RUSH                                                            | Two Tribes                           | 2010            |
| Super Meat Boy                                                  | Team Meat                            | 2010            |
| Toki Tori                                                       | Two Tribes                           | 2010            |
| The Wonderful End of the World                                  | Dejobaan Games                       | 2009            |

### Première mise à jour

Dans cette première mise à jour, les joueurs ont trouvé des phrases absurdes contenant 16 consonnes, amenant à une grille 4x4 et finalement à l'image matricielle d'une lettre qui est ensuite combinée avec d'autres lettres pour obtenir le mot de passe complet.

À la sortie du Potato Sack Bundle, les joueurs s'aperçoivent que tous les jeux inclus dans le Potato Sack viennent d'être mis à jour. La plupart de ces mises à jour apportent un changement cosmétique immédiat à ces jeux en remplaçant ou en ajoutant des éléments du décor faisant référence aux pommes de terre.
En explorant minutieusement ces nouveaux fichiers informatiques apparus dans le répertoire de ces jeux, des joueurs découvrent une série de glyphes dont les lettres spécifiques renvoient à d'autres jeux, ainsi que des phrases absurdes renfermant des messages cryptés,. D'autres indices sont laissés de manière moins directe, en utilisant des services comme Twitter et YouTube pour lancer des pistes.
Dans le cas du jeu Toki Tori, les nouveaux niveaux apparus incluent un code en braille qui contient les coordonnées géographiques du siège social de Two Tribes. Un joueur, « Jake_R », se rend jusqu'à l'endroit indiqué par les coordonnées et découvre des glyphes et des messages codés affichés devant le siège de Two Tribes. Dès qu'ils se rendent compte de sa présence, plusieurs développeurs de Two Tribes commencent à le filmer depuis un salon de coiffure de l'autre côté de la rue. Ils utiliseront ensuite des séquences de la vidéo le montrant en train de grimper à un poteau pour y lire les indices comme nouvel indice de la seconde mise à jour.

### Seconde mise à jour
Le 7 avril, les jeux du Potato Sack reçoivent une seconde mise à jour. Les joueurs découvrent qu'en accomplissant certaines tâches dans le jeu, des pages web d'Aperture Science, l'entreprise fictive au centre des jeux Portal, apparaissent dans l'interface de Steam et les invite à entrer leurs identifiants. D'autres tâches et d'autres indices permettent de trouver les mots de passe permettant de s'identifier sur ces pages d'Aperture Science. Les joueurs reçoivent alors des archives contenant des images d’artwork de Portal 2, ainsi que des photographies des alentours de Seattle (où Valve est installé) inscrustées dans leur canal alpha.
Chaque archive contient une partie d'une archive plus grande protégée par un mot de passe. Le mot de passe est découvert en utilisant les glyphes, les messages cryptés et les lettres de la première mise à jour. La grande archive recèle des photographies plus précise de la zone de Seattle. En localisant les lieux et en les connectant selon les instructions du puzzle, la carte affiche le mot « prelude » (prélude en français).
En outre, les joueurs qui ont atteint les pages d'Aperture Science et qui se sont identifiés ont une icône de pomme de terre qui apparait sur leur page de profil Steam pour chaque page visitée.

### Troisième mise à jour

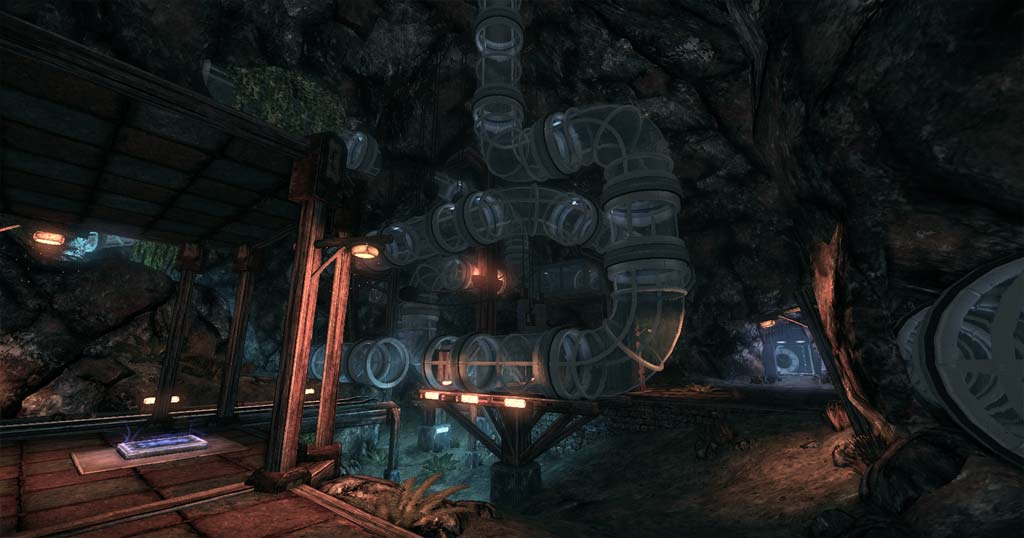
Dans cette troisième mise à jour, Teotl Studios a créé un niveau pour leur jeu The Ball mêlant leur propre architecture inspirée des mayas et celle de l'univers de Portal.

Le 12 avril, les jeux du Potato Sack subissent une nouvelle mise à jour. Toutes ces mises à jour sont centrées sur l'univers de Portal, comme l'apparition de niveaux entiers basés sur les locaux d'Aperture Science dans The Ball et Killing Floor. Une fois de plus, les joueurs qui accomplissent des tâches spécifiques se voient affichés une page d'Aperture Science qui, cette fois, leur fournit un indice audio crypté. Ces indices se trouvent être en deux parties relatives aux lieux de Seattle identifiés précédemment. En localisant ces nouveaux sites, les joueurs sont guidés vers le nom d'un groupe d'utilisateurs Steam contenant un seul membre appelé « dinosaur », une référence à un précédent jeu en réalité alternée réalisé à la suite de l'annonce de Portal 2. Les captures d'écrans à l'intérieur du profil de cet utilisateur donnent un code QR pointant vers un site web avec un compte à rebours prévu pour expirer le 15 avril 2011 au matin.
Les joueurs ayant découvert ces indices audio sont récompensés par l'ajout d'une autre pomme de terre sur le profil Steam. Au total, 36 pommes de terre peuvent potentiellement être récoltées : 35 dans les jeux et le groupe Steam, et une 36e en obtenant les 35 autres.
Parallèlement à ces changements, Portal 2 devient préchargeable sur le client Steam. À ce moment, des journalistes et des joueurs émettent l'hypothèse que Portal 2 sera débloqué à la fin du compte à rebours. Cela est corrélé avec une énigme à part intégrée dans les messages envoyés par Gabe Newell à de nombreux sites de jeux : un message sous-entend la « sortie avancée » du matériel et de « treize chambres hors-site », qui se réfère de toute évidence aux treize jeux indépendants du Potato Sack, ainsi qu'un message « 4/19/2011 7 AM == 4/15/2011 9 AM », autre référence à la sortie prévue de Portal 2 et au compte à rebours,.
À l'approche du 15 avril, une dizaine de joueurs très impliqués dans le jeu de piste semblent se retirer de différents salons de discussion, laissant le message « There's a hole in the sky through which I can fly » (il y a un trou dans le ciel à travers lequel je peux m'envoler), une phrase utilisée dans les premières publicités pour Portal. Lorsqu'ils sont contactés par les autres joueurs, ils demeurent évasifs et énigmatiques sur leurs actes et disent être « infectés » par GLaDOS. En réalité, ces joueurs ont été contactés par Valve quelques jours auparavant et invités dans les locaux de la société pour être les premiers à jouer à Portal 2.

### GLaDOS@Home
À la fin du compte à rebours, le site redirige vers une nouvelle page du faux site web d'Aperture Science appelé « GLaDOS@Home ». Parodiant d'autres projets de calcul distribué comme Folding@home, le site déclare que si les joueurs génèrent assez de puissance de calcul en jouant aux treize jeux du Potato Sack, GLaDOS sera réinitialisé plus tôt que prévu, sous-entendant une sortie avancée de Portal 2 par rapport à la date prévue du 19 avril à 7 h. Le nombre de pommes de terre servira également à supporter l'effort de réinitialisation.
Dans cette phase, Killing Floor est le seul jeu qui se voit accompagner d'une mise à jour, dans laquelle une pièce spéciale est ajoutée dans leur niveau inspiré de Portal pour permettre aux joueurs de remporter un succès.
Environ 1800 joueurs parviennent à remporter les 36 pommes de terre avant le lancement de Portal 2. Ils reçoivent en cadeau un pack de jeux Valve, incluant Portal 2, qu'ils peuvent offrir à d'autres joueurs,. Les joueurs ayant trouvé au moins treize pommes de terre ou joué suffisamment de temps à chaque jeu du Potato Sack reçoivent des objets inspirés de Portal 2 pour Team Fortress 2.

### Potato Sack Reunion
L'année suivante, le 13 juin 2012, l'offre groupée Potato Sack refait brièvement son apparition sur Steam sous le nom de « Potato Sack Reunion ».